# Astragalus gardanicaphtharicus
Astragalus gardanicaphtharicus es una especie de planta del género Astragalus, de la familia de las leguminosas, orden Fabales.

## Distribución
Astragalus gardanicaphtharicus se distribuye por Tayikistán.

## Taxonomía
Fue descrita científicamente por Rassulova.